# Félix Sánchez
Félix Sánchez (New York, 30. kolovoza 1977.) je trkač iz Dominikanske Republike. Specijaliziran je za utrke na 400 metara s preponama. Dvostruki je osvajač Olimpijske medalje u toj disciplini, a prvu zlatnu medalju osvojio je 2004. godine u Ateni. Također je bio i svjetski prvak 2001. i 2003. godine u Edmontonu odnosno Parizu. Popularni nadimci su mu "Super Felix", "the Invincible", "Superman" i "the Dictator".
Sánchez je rođen u New Yorku, a roditelji su mu bili Dominikanci. Odrastao je u San Diegu u Kalifoniji. Pohađao je srednju školu University City te koledž Mesa u San Diegu, a nakon toga studirao je psihologiju na Sveučilištu u Južnoj Kaliforniji 1998. godine. Godinu dana kasnije postao je prvakom lokalnih natjecanja na 400 metara s preponama te u disciplini na 1600 metara. Njegov trkački talent uočili su Manuel Mota i Bienvenido Rojas koji su mu dali priliku da se razvije u pravog atletičara. Između 2001. i 2004. godine Sánchez je pobijedio na 43 utrke za redom u disciplini na 400 metara s preponama, uključujući i utrke održane na svjetskim prvenstvima u Edmontonu 2001. i Parizu 2003. godine. Godine 2002. pobijedivši u svih 7 utrka dobio je jackpot od milijun dolara na Dijamantnoj ligi.
Na Panameričkim igrama 2003. godine, Sánchez je osvojio prvu zlatnu natjecateljsku medalju za Dominikansku Republiku te također srušio rekord igara na 400 metara s preponama. Proglašen je atletičarom 2003. godine od strane Track and Field News. Kasnije je osvojio prvu zlatnu Olimpijsku medalju za Dominikansku Republiku - 28. kolovoza 2004. godine tijekom Olimpijskih igara u Ateni.
Tijekom svog pobjedničkog niza od 43 utrke bez poraza (između 2001. i 2004. godine), Sánchez je postao popularan zbog svoje manšete koju je non-stop nosio. Crveni suvenir s Olimpijskih igara 2000. godine služio mu je kao motivacija nakon što nije prošao u finale u Sydneyu. Poslije osvajanja zlatne Olimpijske medalje u Ateni 2004. godine, Sánchez je dao manšetu za aukciju Međunarodnom atletskom savezu, a kompletan profit otišao je u dobrotvorne svrhe. U svojoj prvoj utrci nakon Olimpijskih igara - i prvoj u kojoj nije nosio manšetu - u Bruxellesu, Sánchez je ozlijedio nogu i morao odustati na polovici utrke.
Na Olimpijske igre u Londonu 2012. godine Sánchez je došao kao totalni outsider. Međutim, uspio je postići najbolji rezultat kvalifikacija, a finale je istrčao za 47.63 sekunde - isto vrijeme kojim je osvojio i zlatnu medalju 2004. godine u Ateni. Sánchez je tako postao najstariji atletičar koji je osvojio zlatnu Olimpijsku medalju u disciplini 400 metara s preponama te drugi atletičar za redom koji je osvojio zlatnu medalju u istom natjecanju s osim godina razmaka (prvi je bio Angelo Taylor koji je pobijedio 2000. i 2008. godine).

## Vanjske poveznice
- California State Records before 2000[neaktivna poveznica]
- Intervju[neaktivna poveznica] iz Runner's Tribe